# Prémio Olof Palme
O Prémio Olof Palme é um prémio anual sueco outorgado em memória do político pacifista Olof Palme e entregue pela primeira vez em 1987. O prémio consiste em um diploma e a quantia de US$ 100 mil.

## Galardoados
Fonte:
- 1987 - Cyril Ramaphosa
- 1988 - Operação da ONU para a manutenção de paz sob a liderança de Javier Pérez de Cuéllar
- 1989 - Václav Havel
- 1990 - Harlem Désir e SOS Racismo
- 1991 - Amnistia Internacional
- 1992 - Arzu Abdullayeva e Anahit Bayandour
- 1993 - Students for Sarajevo
- 1994 - Wei Jingsheng
- 1995 - Juventudes da Fatah, Juventudes do Partido Trabalhista de Israel e grupo Peace Now
- 1996 - Casa Alianza sob liderança de Bruce Harris
- 1997 - Salima Ghezali
- 1998 - Meios de comunicação independentes da antiga Jugoslávia representada por Veran Matic (Sérvia), Senad Pecanin (Bósnia e Herzegovina) e Victor Ivancic (Croácia).
- 1999 - Suécia contra os racistas: Kurdo Baksi, Björn Fries e Grupo de Pais de Klippan, em representação da mobilização popular contra o aumento do racismo e xenofobia.
- 2000 - Bryan Stevenson
- 2001 - Fazle Hasan Abed e Educação Feminina
- 2002 - Hanan Ashrawi
- 2003 - Hans Blix
- 2004 - Ludmila Alekseyeva, Sergey Kovalyov e Anna Politkovskaya
- 2005 - Aung San Suu Kyi
- 2006 - Kofi Annan e Mossaad Mohamed Ali
- 2007 - Parvin Ardalan
- 2008 - Denis Mukwege
- 2009 - Carsten Jensen